# Aston, Ariège
Aston är en kommun i departementet Ariège i regionen Occitanien i södra Frankrike. Kommunen ligger  i kantonen Les Cabannes som ligger i arrondissementet Foix. År 2022 hade Aston 193 invånare.

## Befolkningsutveckling
Antalet invånare i kommunen Aston
Referens: INSEE